# Oliarus kempi
Oliarus kempi är en insektsart som beskrevs av Frederick Arthur Godfrey Muir 1922. Oliarus kempi ingår i släktet Oliarus och familjen kilstritar. Inga underarter finns listade i Catalogue of Life.